# Georges Lagouge
Georges Lagouge (ur. 5 listopada 1893 w Neuf-Mesnil, zm. 8 września 1970 w Vieux-Mesnil) – francuski gimnastyk, medalista olimpijski.
W 1920 r. reprezentował barwy Francji na letnich igrzyskach olimpijskich w Antwerpii, zdobywając brązowy medal w wieloboju drużynowym. 